# تالاسی نایر
تالاسی نایر (به انگلیسی: Thulasi Nair)(زاده ۲۰ اکتبر ۱۹۹۷) بازیگر هندی است.
از فیلم‌هایی که وی در آن نقش داشته است می‌توان به دریا اشاره کرد.